# Левченко, Сергей Николаевич
Серге́й Никола́евич Ле́вченко (укр. Сергій Миколайович Левченко; 3 января 1981, Киев, Украинская ССР, СССР — 16 июля 2007, Киев, Украина) — украинский футболист, нападающий.

## Биография
В семь лет прошёл просмотр в детской футбольной школе. Занимался в киевской ДЮСШ «Смена». Его первый тренер — Владимир Иванович Шилов. Затем он занимался под руководством Михаила Михайловича Лабузова. В составе «Смены» выступал на протяжении восьми лет.
В 1995 году в игре за юношескую сборную Украины его заметил футбольный менеджер Андрей Лаваш и договорился о просмотре Сергея в мёнхенгладбахской «Боруссии». В декабре того года он прошёл успешный просмотр в клубе и «Боррусия» заключила с ним контракт. В январе 1996 года, после того как ему исполнилось 15 лет он уехал в Германию. В «Боруссии» в то время кроме него, были ещё несколько игроков с Украины. Вначале он выступал за юношеские команды «Боруссии» на протяжении полутора года.

### Клубная карьера
Затем его взяли во вторую команду клуба. Закрепиться в основном составе команды ему не удалось из-за травмы. В Оберлиге Северо-Восток (Север) Левченко провёл 16 матчей и забил 4 гола.
В 2002 году он перешёл в «Нафком-Академию» из города Бровары. По словам главного тренера команды Олега Федорчука за Левченко клуб заплатил «Боруссии» 100 000 немецких марок. В сезоне 2001/02 Левченко сыграл 15 матчей и забил 6 мячей, «Нафком» стал серебряным призёром Второй лиги Украины.
В следующем сезоне Левченко забил 30 голов в 29 матчах и стал лучшим бомбардиром Второй лиги. «Нафком» занял 1 место и вышел в Первую лигу Украины. В Кубке Украины «Нафком» дошёл до 1/8 финала. Вначале команда обыграла иванофраковский «Спартак» (2:1), а затем львовские «Карпаты» (1:0). В 1/8 финала «Нафком» уступил «Ворскле» со счётом (3:2 в дополнительное время). Левченко во всех играх отметился забитым голом. В сезоне 2003/04 в Первой лиге Левченко сыграл в 28 матча и забил 13 мячей, став лучшим бомбардиром команды и уступив 3 мяча лучшему бомбардиру турнира Александру Алиеву из «Динамо-2», который забил 16 голов. По итогам сезона газета «Украинский футбол» поставила Левчнеко и Рибейро на второе место в списке лучших игроков Первой лиги.
Летом 2004 года после просмотра в запорожском «Металлурге» подписал контракт с клубом. Также он мог перейти в российский «Шинник». 15 июля 2004 года дебютировал в чемпионате Украины в выездном матче против бориспольского «Борисфена» (1:1). Всего в составе «Металлурга» он провёл полтора года и сыграл в чемпионате 4 матча и 2 игры в кубке, в молодёжном первенстве он провёл 15 игр и забил 3 гола. В составе клуба не смог закрепиться из-за травмы.
В 2006 году выступал в составе сумского «Спартака» в Первой лиге и сыграл в 10 матчах. В 2007 году вернулся в «Нафком», и в сезоне 2006/07 он забил 8 мячей в 10 играх. В составе команды выступал в качестве капитана.

### Карьера в сборной
Принимал участие в юношеском чемпионате Европы до 16 лет, который состоялся в Шотландии в 1998 году. В матче против Хорватии Левченко не реализовал пенальти. Украина в своей группе заняла предпоследнее третье место и покинула турнир. Левченко также выступал за сборную Украины до 19 лет. 10 февраля 2003 года в составе молодёжной сборной Украины до 21 года сыграл в товарищеском мате против Египта (1:3). В августе 2003 года вызывался на матч против Румынии.

## Достижения

### Командные
- Победитель Второй лиги Украины (1): 2001/02
- Серебряный призёр Второй лиги Украины (1): 2002/03

### Личные
- Лучший бомбардир Второй лиги Украины (1): 2002/03

## Смерть
16 июля 2007 года погиб в автокатастрофе. На мосту Патона Левченко ехал на своём автомобиле Lexus, на большой скорости не справился с управлением и выехал на встречную полосу, где столкнулся с грузовиком. От удара у грузовика выбило передний мост.

## Личная жизнь
Его отец Николай Николаевич Левченко был профессиональным футболистом, но из-за травмы завершил карьеру и играл на любительском уровне. Со своей женой Мариной Сергей познакомился учась в девятом классе, она училась в параллельном классе. 1 сентября 2000 года у них родилась дочь Валерия.

## Статистика
| Сезон                                  | Команда                                | Чемпионат                              | Чемпионат | Чемпионат | Кубок         | Кубок | Кубок | Молодёжное первенство        | Молодёжное первенство | Молодёжное первенство | Всего | Всего |
| Сезон                                  | Команда                                | Турнир                                 | Матчи     | Голы      | Турнир        | Матчи | Голы  | Турнир                       | Матчи                 | Голы                  | Матчи | Голы  |
| -------------------------------------- | -------------------------------------- | -------------------------------------- | --------- | --------- | ------------- | ----- | ----- | ---------------------------- | --------------------- | --------------------- | ----- | ----- |
| 1999/00                                | Боруссия II (Мёнхенгладбах)            | Оберлига Северо-Восток (Север)         | 13        | 4         | —             | —     | —     | —                            | —                     | —                     | 13    | 4     |
| 2000/01                                | Боруссия II (Мёнхенгладбах)            | Оберлига Северо-Восток (Север)         | 3         | 0         | —             | —     | —     | —                            | —                     | —                     | 3     | 0     |
| Всего за «Боруссия II» (Мёнхенгладбах) | Всего за «Боруссия II» (Мёнхенгладбах) | Всего за «Боруссия II» (Мёнхенгладбах) | 16        | 4         | —             | —     | —     | —                            | —                     | —                     | 16    | 4     |
| 2001/02                                | Нафком-Академия                        | Вторая лига Украины                    | 15        | 6         | —             | —     | —     | —                            | —                     | —                     | 15    | 6     |
| 2002/03                                | Нафком-Академия                        | Вторая лига Украины                    | 29        | 30        | Кубок Украины | 3     | 3     | —                            | —                     | —                     | 32    | 33    |
| 2003/04                                | Нафком-Академия                        | Первая лига Украины                    | 28        | 13        | Кубок Украины | 2     | 0     | —                            | —                     | —                     | 30    | 13    |
| Всего за «Нафком-Академия»             | Всего за «Нафком-Академия»             | Всего за «Нафком-Академия»             | 72        | 49        | —             | 5     | 3     | —                            | —                     | —                     | 77    | 52    |
| 2004/05                                | Металлург (Запорожье)                  | Чемпионат Украины                      | 4         | 0         | Кубок Украины | 1     | 0     | Молодёжный чемпионат Украины | 6                     | 2                     | 11    | 2     |
| 2005/06                                | Металлург (Запорожье)                  | Чемпионат Украины                      | 0         | 0         | Кубок Украины | 1     | 0     | Молодёжный чемпионат Украины | 9                     | 1                     | 10    | 1     |
| Всего за «Металлург» (Запорожье)       | Всего за «Металлург» (Запорожье)       | Всего за «Металлург» (Запорожье)       | 4         | 0         | —             | 2     | 0     | —                            | 15                    | 3                     | 21    | 3     |
| 2005/06                                | Спартак (Сумы)                         | Первая лига Украины                    | 10        | 0         | —             | —     | —     | —                            | —                     | —                     | 10    | 0     |
| Всего за «Спартак» (Сумы)              | Всего за «Спартак» (Сумы)              | Всего за «Спартак» (Сумы)              | 10        | 0         | —             | —     | —     | —                            | —                     | —                     | 10    | 0     |
| 2006/07                                | Нафком                                 | Вторая лига Украины                    | 10        | 8         | —             | —     | —     | —                            | —                     | —                     | 10    | 8     |
| Всего за «Нафком»                      | Всего за «Нафком»                      | Всего за «Нафком»                      | 10        | 8         | —             | —     | —     | —                            | —                     | —                     | 10    | 8     |
| Всего за карьеру                       | Всего за карьеру                       | Всего за карьеру                       | 112       | 61        | —             | 7     | 3     | —                            | 15                    | 3                     | 134   | 67    |